# 奧宰羅斯湖

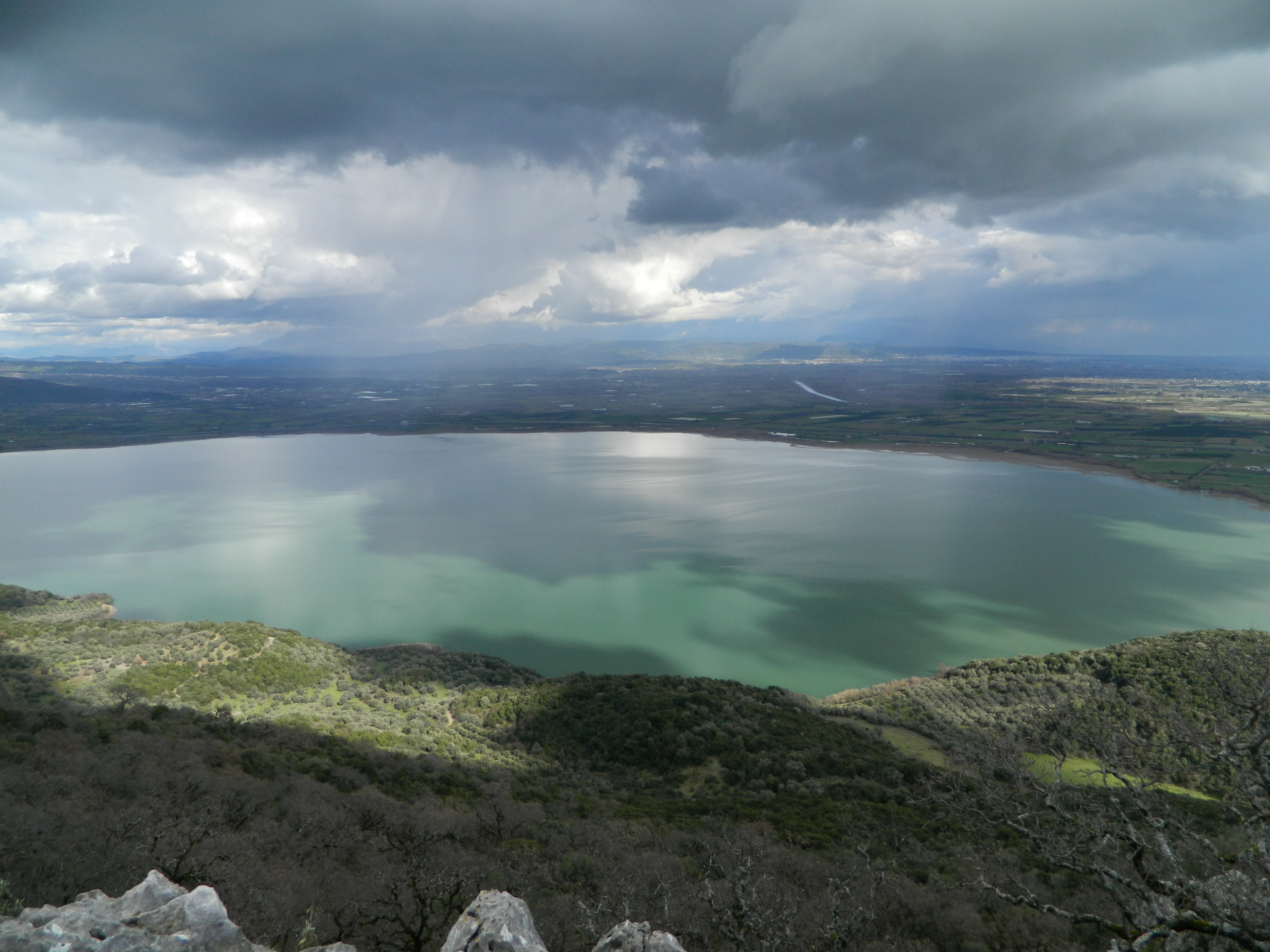
奧宰羅斯湖

38°39′21″N 21°13′27″E / 38.65583°N 21.22417°E
奧宰羅斯湖（希臘語：λίμνη Οζερός）是希臘的湖泊，位於西希腊大区埃托洛阿卡纳尼亚专区，長5公里、寬3公里，面積10平方公里，最大水深10米，湖中來自阿克洛奧斯河。